# Nectar (plant)

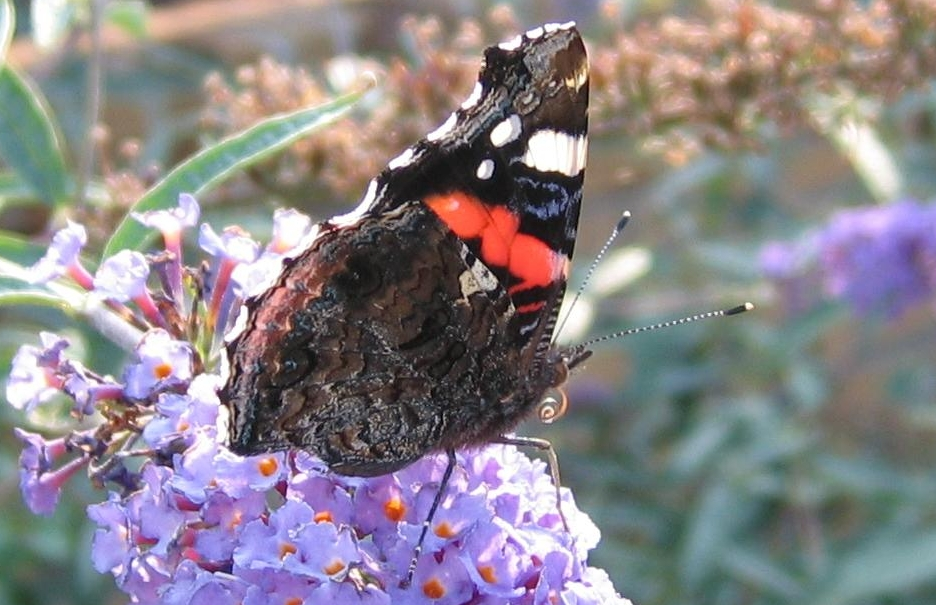
Een atalanta die nectar van een vlinderstruik drinkt

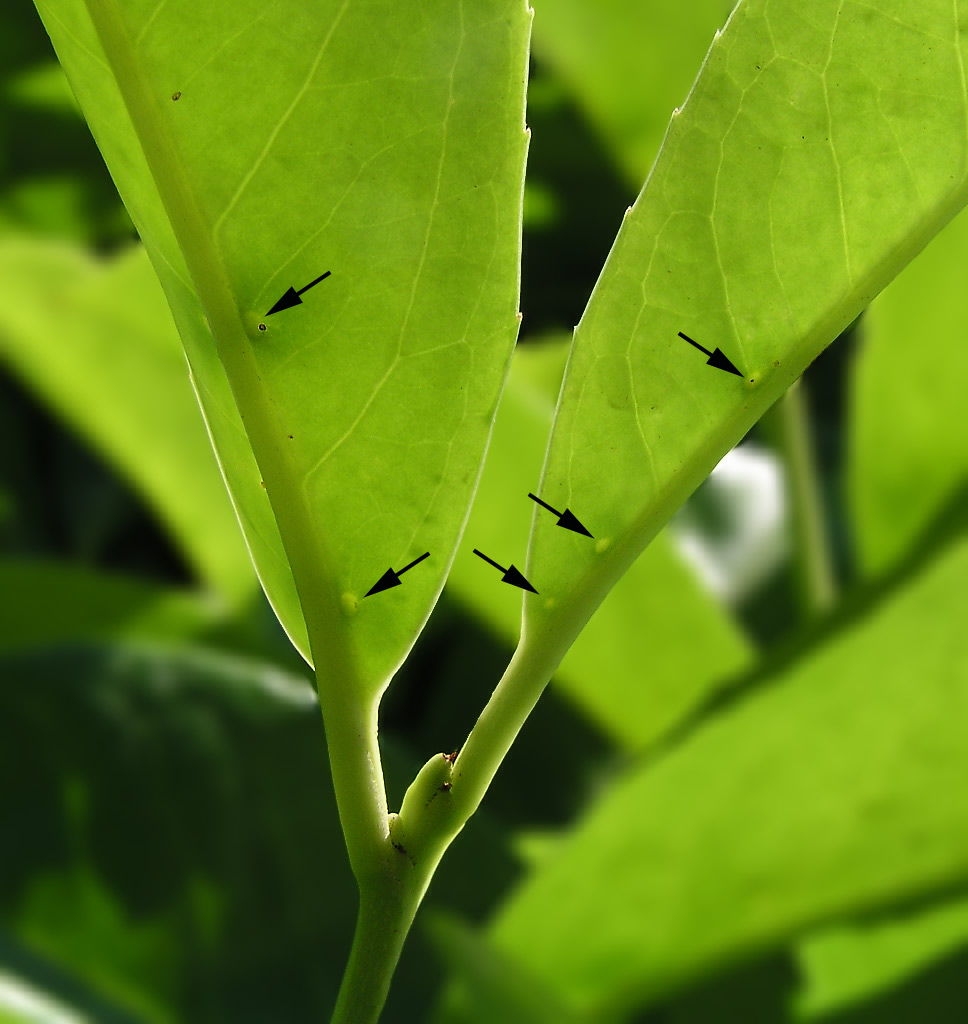
Extraflorale (buiten de bloem) nectariën bij laurierkers

Nectar is een door honingklieren uitgescheiden suikerrijke vloeistof van planten. 
De samenstelling van nectar varieert sterk bij verschillende soorten planten. Bij de ene plant overheerst sacharose, bij de andere fructose of glucose. Het suikergehalte bedraagt maximaal 80%. Honingbijen splitsen de sacharose in fructose en glucose. Nectar bevat tevens kleine hoeveelheden proteïnes, vitamines en diverse smaakstoffen. Deze hoeveelheden verschillen per plantensoort. Hierdoor smaakt bijenhoning van verschillende plantensoorten anders. 
De honingklieren bevinden zich binnen en buiten bloemen en bevat glucose, fructose en sacharose. De nectar geproduceerd door bloemen wordt op bepaalde delen van de dag afgescheiden en heeft als doel het aantrekken van specifieke bestuivers waaronder insecten als bijen, vlinders en hommels, maar ook vleermuizen en vogels als honingzuigers en kolibries. Vooral bloemen die worden bestoven door vogels en vleermuizen scheiden veel nectar uit. Als er geen bestuivers komen, dan druppelt de nectar eruit. Dit komt onder andere voor bij de kamerplant Billbergia nutans, een bromelia die in het wild door vogels wordt bestoven. De nectar druppelt dan op de grond en moet opgedweild worden. Een enkele bloem van de door vleermuizen bestoven balsaboom (Ochroma lagopus) produceert zó veel nectar, dat er een likeurglas mee gevuld zou kunnen worden. Bloemen die door bijen worden bestoven produceren veel minder nectar. Om aan voldoende voeding te komen moet een bij honderden bloemen per dag bezoeken. Hierdoor is de bestuiving buitengewoon effectief.
Daarnaast produceren verschillende planten nectar in extraflorale honingklieren om roofinsecten als mieren en wespen aan te trekken. Deze eten niet alleen de nectar, maar prederen ook op plantenetende insecten. Hiermee wordt vraat aan de plant tegengegaan. Bij passiebloemen komt dit voor ter verdediging tegen rupsen van vlinders uit het geslacht Heliconius.
De nectar bevindt zich vaak onder in de bloem zodat de bestuiver gedwongen wordt zich langs de voortplantingsorganen van de plant te bewegen en zo het stuifmeel van de ene naar de andere bloem wordt overgebracht.